# الهجفار
ال هجفار یک منطقهٔ مسکونی در عربستان سعودی است که در استان جازان واقع شده‌است.